# Ad providam
Ad providam (Per provvedere) è una bolla pontificia di papa Clemente V edita durante il Concilio di Vienne il 2 maggio 1312, nel suo XIV anno di pontificato. Tratta il trasferimento in favore dell'Ordine ospitaliero dei beni appartenenti all'Ordine del tempio, ad eccezione di una piccola parte lasciata per il sostentamento di quei templari che avevano evitato la pena di morte e si erano convertiti a vita monastica. L'Ordine templare era stato abolito il 22 marzo 1312 con la bolla papale Vox in excelso.

## Terre nella penisola iberica
Le terre templari situate nei territori dei re di Castiglia, Aragona, Portogallo e Maiorca non erano interessate da questa bolla. Il papa ne riservava la sorte e le metteva al riparo da un'eccessiva avidità dei re, in modo da poterne disporre in un secondo momento.

### Terre e beni nel Regno d'Aragona
Giacomo II, re d'Aragona, desiderava che queste terre non passassero agli Ospitalieri, ma all'ordine aragonese di Calatrava. L’attribuzione di questi beni (tra cui delle fortezze) rappresentava un problema per il re, perché, se gli Ospitalieri non fossero stati fedeli al sovrano e fossero venuti in possesso di fortezze situate sulle coste e alle frontiere, ciò avrebbe potuto causare gravi problemi al regno, che si sarebbe così trovato privo di mezzi militari di difesa. E anche qualora fossero rimasti leali e avessero obbedito agli ordini del re (cosa a cui non erano obbligati), una tale potenza militare non avrebbe potuto che generare conflitti. Il re d'Aragona aveva tutto l'interesse a mantenere un certo controllo su queste proprietà, cosa che l’ordine di Calatrava, ordine nazionale e più vicino alla monarchia, gli permetteva.

#### Trattative con Clemente V
Le trattative iniziarono il 14 febbraio 1313. Il Papa ascoltò gli emissari aragonesi che gli spiegavano il problema posto dall'attribuzione dei possedimenti templari.
- Poiché molte delle fortezze erano state donate ai Templari dal re d'Aragona, non sembrava "ragionevole affidarle ad altri popoli senza la volontà e il consenso reale".
- La grande resistenza dei Templari in Aragona durante il loro arresto illustrò la potenza militare che poteva essere dispiegata dalle fortezze.

Gli emissari presentarono le soluzioni proposte da Giacomo II, nel caso in cui il papa avesse deciso di consegnare questi beni agli ospitalieri:
- Avrebbe protetto tutte le roccaforti.
- Tutti gli ex Templari avrebbero dovuto giurargli fedeltà.
- i possedimenti valenciani dei Templari sarebbero passati all'ordine di Calatrava.

Ma Clemente rifiutò, sostenendo che non poteva risolvere il conflitto senza causare uno scandalo. Un cardinale consigliò agli emissari di mettere a tacere le loro richieste, accettare la decisione papale e fissare le loro condizioni in Aragona. Gli emissari inizialmente rifiutarono, ma alla fine presentarono questa petizione al papa, che la considerò "contraria alla giustizia e a ogni ragione".
Gli Ospitalieri arrivarono il 28 marzo a Carpentras, dove aveva sede la Curia, ma le trattative con i diplomatici aragonesi erano a quel punto. Il papa li convocò subito e spiegò loro perché aveva preso questa decisione. Ovviamente, questo discorso era rivolto più agli Aragonesi che agli Ospitalieri stessi.
Clemente V convocò gli ambasciatori aragonesi l'11 aprile, per dire loro che le loro soluzioni non erano accettabili "né de facto né de iure" (né di fatto né di diritto).
Lo stesso cardinale ha ribadito il suo tentativo di convincere gli ambasciatori a rientrare in Aragona, a ricevere istruzioni e a permettere che il rientro all'Ospedale avvenisse, dopodiché avrebbero potuto liberamente trasgredire le direttive della Santa Sede. Ma gli ambasciatori rimasero lì e continuarono le trattative per ottenere il loro obiettivo.
Dopo aver appreso della malattia del papa, Giacomo II proibì ai suoi ambasciatori di parlargli di nuovo su questo argomento, per timore di essere giudicato sfavorevolmente. Nel prendere questa decisione, Giacomo II sperava che i negoziati con il suo successore sarebbero stati più facili. Clemente V morì il 20 aprile 1314, abbandonando le trattative come desiderava Giacomo II.

#### Trattative con Giovanni XXII
Infatti, il 10 giugno 1317 si raggiunse un compromesso con il successore di Clemente V, Giovanni XXII, eletto il 7 agosto 1316. Nel Regno d'Aragona e nella Contea di Barcellona, i beni del Tempio sarebbero passati agli Ospitalieri, ma nel Regno di Valencia, i beni dei due ordini sarebbero stati fusi in un nuovo ordine, chiamato come la loro fortezza principale, l'Ordine di Montesa. I territori inclusi in questo ordine erano chiamati Maestrazgo. Questo nuovo ordine fu confermato dalla bolla Ad fructus uberes del 10 giugno 1317, governata il 22 novembre e accettata il 3 dicembre 1317 da papa Giovanni XXII, che gli diede, come per gli altri ordini militari ispanici, la regola cistercense, e posta sotto la supervisione dell'abbazia di Santa Creus. Tutti i beni del Tempio gli furono trasferiti nel 1319, quando furono giudicati dal papa "innocenti e riconciliati con la fede".

### Terre e beni nel Regno di Castiglia e León
Invece di lanciarsi, come gli Aragonesi, nelle trattative con il papa, Ferdinando IV di Castiglia si impossessò delle proprietà e delle terre dei Templari in Castiglia, senza preoccuparsi delle reazioni papali. Gli Ospitalieri e la Santa Sede si sentirono offesi e la faccenda durò così a lungo che nel 1366 papa Urbano V si lamentava ancora che il Regno di Castiglia non aveva ancora adempiuto ai suoi obblighi verso l'ordine gerosolimitano.